# Касина Фра Мартино (Леко)
Касина Фра Мартино је насеље у Италији у округу Леко, региону Ломбардија.
Према процени из 2011. у насељу је живело 600 становника. Насеље се налази на надморској висини од 322 м.